# Pavlenkove, Novopskov
Pavlenkove (în ucraineană Павленкове) este localitatea de reședință a comunei Pavlenkove din raionul Novopskov, regiunea Luhansk, Ucraina.

## Demografie
Componența lingvistică a localității Pavlenkove
     Ucraineană (95,19%)
     Rusă (4,68%)
     Alte limbi (0,14%)
Conform recensământului din 2001, majoritatea populației localității Pavlenkove era vorbitoare de ucraineană (95,19%), existând în minoritate și vorbitori de rusă (4,68%).